# Xã Lockwood, Quận Dade, Missouri
Xã Lockwood (tiếng Anh: Lockwood Township) là một xã thuộc quận Dade, tiểu bang Missouri, Hoa Kỳ. Năm 2010, dân số của xã này là 1.222 người.